# حمض الينوليك
حمض الينوليك هو مركب كيميائي موجود في أوراق الزيتون من شجرة الزيتون، وأحد مكونات زيت الزيتون ومنقوع مستخلص أوراق الزيتون، ويمكن اعتباره أيضاً علامة على نضج ثمار اشجار الزيتون.

## الأسماء والمعرفات
أوليوروبين، مركب كيميائي موجود في أوراق الزيتون من شجرة الزيتون، إلى جانب مركبات أخرى وثيقة الصلة مثل 10-هيدروكسي أوليوروبين، ليجسترويد و10-هيدروكسي ليجسترويد، هي استرات التيروزول لحمض الإلينوليك.